# Katherine of Alexandria
Katherine of Alexandria è un film del 2014 diretto da Michael Redwood.
Film storico sulla vita di Caterina d'Alessandria, distribuito anche col titolo Decline of an Empire.

## Distribuzione
Il film è stato distribuito nel mercato home video negli Stati Uniti il 12 agosto 2014 con il titolo Decline of an Empire.